# Amós de Jerusalém
Amós de Jerusalém foi o patriarca de Jerusalém entre 594 e 601. Foi antecedido por João IV e sucedido por Isaque. Pouco se sabe sobre a vida. Papa Gregório I (590–604) escreveu uma carta a ele e uma ao hegúmeno Anastácio para que reprimissem os hábitos seculares dos monges no mosteiro próximo à Nova Igreja, em Jerusalém, e se reconciliassem. Amós também construiu uma igreja a São João, ao norte das muralhas, que ainda existia no início do século VII.